# Ludwig Gottfried Madihn
Ludwig Gottfried Madihn (* 12. Januar 1748 in Wolfenbüttel; † 6. März 1834 in Breslau) war ein deutscher Professor und Rektor der Universität Breslau.

## Leben
Ludwig Gottfried Madihn wurde als eines der 14 Kinder des dortigen Generalauditors und Hofgerichtsassessors David Gottlieb Madihn († 1755) geboren. Sein Bruder war Georg Samuel Madihn, Jurist und Hochschullehrer in Halle und Frankfurt an der Oder.
Er wurde Ostern 1772 an der Universität Halle zum Doktor der Rechte promoviert und hielt dort Kollegien und Repertorien. Von 1773 an war er außerordentlicher Professor der Rechte an der Universität Frankfurt an der Oder, ab 1785 dann ordentlicher Professor für Zivilrecht. Er hielt Vorlesungen über alle Gebiete der Rechtswissenschaft, die unter anderem auch von Heinrich von Kleist besucht wurden, und verfasste für seine Studenten diverse Kompendien, die er auf eigene Kosten drucken ließ. In dieser Zeit war er auch Direktor des Armenwesen, des Hospitals, des Waisenhauses und weiterer milder Stiftungen in Frankfurt (Oder).
Nachdem die Universität Frankfurt nach dem Frieden von Tilsit geschlossen worden war, ging er 1811 als ordentlicher Professor an die neue Schlesische Friedrich-Wilhelms-Universität Breslau. Nachdem am 1. Mai 1812 der Senat der Universität aufgefordert wurde, einen Entwurf zu den Statuten und zur Stiftungsurkunde dem Departement für Kultur und öffentlichen Unterricht vorzulegen, stellte Ludwig Gottfried Madihn eine erste Zusammenstellung vor, in der beide Entwürfe verbunden waren, die der Rektor Carl August Wilhelm Berends noch einmal überarbeitete.
1817 wurde er erster gewählter Rektor; bis dahin hatte die Regierung die jeweiligen Rektoren ernannt.
Nach seiner Emeritierung am 10. Mai 1822 lehrte er, trotz Lähmung durch einen Schlaganfall, weiterhin als Honorarprofessor.

## Freimaurer
Ludwig Gottfried Madihn war Mitglied der Freimaurer und gehörte der Frankfurter Loge Zum aufrichtigen Herzen an.

## Auszeichnungen
Zu seinem fünfzigjährigen Dienstjubiläum am 11. April 1822 erhielt er den Roten Adlerorden 3. Klasse.

## Schriften (Auswahl)
- Ludwig Gottfried Madihn, Georg Samuel Madihn, Johann Christian Hendel: Lvdovici Godofredi Madihn Commentatio De Ivre Testandi Prodigis Frvstra Vindicato Optimo Fratri Georgio Samveli Madihn Ivris Antecessori In Academia Reg. Frid. Natales Svos Celebranti Oblata D. XXIV. Dec. MDCCLXXI. Halae Litteris Hendelianis, 1771.
- Comment. de jure te standi prodigis frustra vindicato. Halae 1771.
- Ludwig Gottfried Madihn, Beniamin Hermann Dryander, Friedrich Karl Beyer, Johann Jacob Curt: Vicissitudines cognition. criminal. apud Romanos usque ad Caesarum tempora. Halae Curt, Halle (Saale) 1772.
- Ludwig Gottfried Madihn, Friedrich Karl Beyer, Johann Jacob Curt: Dissertatio Ivris Civilis De Ivre Adcrescendi Post Venditam Hereditatem ad l. 2. §. I. D. de hered. vel act. vend. Halae Curt, Halle (Saale) 1772.
- Ludovici Godofredi Madihn opusculum I. vicissitudines substitutionis exemplaris eiusque veram indolem continens. Johann Christian Hendel, Halae ad Salam 1775.
- Martinus Lipenius, Ludwig Gottfried Madihn, August Friedrich Schott, Renatus Leopold Christian Carl von Senkenberg: M.L. Bibliothecae Realis Juridicae supplementa ac emendationes. Collegit et digessit A.F. Schott. (M.L. Bibliothecæ Supplementorum ac emendationum volumen secundum. Collegit et digessit R.C. de Senkenberg, etc. Volumen tertium, quartum.) Lipsiae, Vratislaviæ 1775–1823.
- D. de quarta D. Pii ejusque usu hodierno. Frankof ad Viadr. 1776.
- Ernst Karl Wieland, Karl Renatus Hausen, Ludwig Gottfried Madihn, Christian Alexander Vivigenz von Winterfeld, Charles Philippe Ernest de Vernezobre, Johann Christian Winter: Dissertatio Inavgvralis De Pactis Bellicis Inter Gentes. Traiecti Cis Viadrum Typis Ioannis Christiani Winteri 1776. (digitale.bibliothek.uni-halle.de)
- Ludwig Gottfried Madihn, Johann David Wustrow, Christian Alexander Vivigenz von Winterfeld, Johann Georg Friedrich Schmidt, Fridericus Leopoldus Raue, Gottlob Christophorus Hennicke, Johann Christian Winter: Dissertationem Ivridicam De Qvarta Divi Pii Eivsqve Vsv Hodierno Praeside D. Lvdovico Godofredo Madihn Ivr. Prof. Pvbl. Extraord. Et Facvlt. Ivrid. Ads. Pvblice Defendet D. Ivnii MDCCLXXVI. Ioannes David Wvstrow Berolinas. Traiecti Cis Viadrum Typis Ioannis Christiani Winteri 1776. (digitale.bibliothek.uni-halle.de)
- Ludwig Gottfried Madihn, Natanael Kikebusch, Johann Christian Winter: Varias Ivris Observationes. Traiecti Ad Viadrum Winter. Halle (Saale) 1781.
- Ueber die Majoratsfolge in der jetzigen Lieberosischen Successionsfall. Frankfurt an der Oder 1783. (books.google.de)
- Systema jurisprudentiae criminalis in usum praelectionum editum. Trajecti ad Viadrum, 1783.
- Systema jurisprudent. crimin., in us. praelect. ed. P. I. 1784.
- Principia juris romani de successionibus seu de jure hereditario systematice in usum praelectionum disposita. Francofurti cis V., 1785
- Johannes Theophil Heinrich Pirner; Ludwig Gottfried Madihn: De portione legitima, non portione portionis ab intestato debitae. Apitz, Traiecti Cis Viadrum 1788.
- Soldaten haben auch in Friedenszeiten, d. innere Testamentsform zu beobachten nicht nöthig. Kunze, Frankfurt a. d. Oder 1789.
- Grundsätze des Naturrechts. Berlin 1789–1796. (books.google.de)
- Rechtfertigung des Frankfurthischen Urthels in der Rechtssache des Frhrn. von Moser gegen Herrn Hofrath Reuß und den Recensenten der A.L.Z.: Als ein Pendant zu der Schrift: des Freyhrn. v. Moser Dienstjahre in dem Fürstl. Darmstädtischen. Apitz, Frankfurt an der Oder 1789. (reader.digitale-sammlungen.de)
- Absolutes Naturrecht. Kunze, Frankfurt an der Oder 1789.
- Principia juris Romani in usum praelectionum systematice disposita. Francofurti 1791.
- Ludovici Godofredi Madihn Principia iuris Romani. Francofurti 1791. (digital.staatsbibliothek-berlin.de)
- Absolutes Naturrecht. Kunze, Frankfurt an der Oder 1794.
- Hypothetisches Naturrecht. Kunze, Frankfurt an der Oder 1794.
- Ludwig Gottfried Madihn, Johann Andreas Kunze: Grundsätze des Naturrechts zum Gebrauch seiner Vorlesungen von Ludwig Gottfried Madihn. In: Commission bey Johann Andreas Kunze, Frankfurt an der Oder 1794.
- Progr. quo demonstratur consuetus in praxi receptus et jure novissimo Boruss. Brandenburg. confirmatusmodus computandi in antichresi contra novissimas impugnation. Schmidii dicti Pliseldeck. 1bid. 1797.
- Ludwig Gottfried Madihn, Christian Hoffmann, Typographeo Apitziano, Christian Ludwig Apitz: D. Ludovicus Godofredus Madihn Direct. Univ. Fac. Jur. Ordin. Eiusdemque H. T. Dec. Viri Consultissimi Et Meritissimi Christiani Hoffmanni Elect. Saxon. Procurat. Steur. Reverendiss. Capit. Eccles. Chathedr. Misn. Syndic. Et Justitiarii Hirschtein Etc. Promotionem In Juris Doctorem Publici Juris Facit Simulque Consuetum In Praxi Receptum Et Jure Noviss. Boruss. Brandenb. Confirmatum Modum Computandi In Antichresi Contra Novissimas Impugnationes Schmidii Dicti Phiseldeck Defendit (Scrib. d. XXX. Septbr. MDCCLXXXXVII.). Traiecti Cis Viadrum Typographeum Apitzianum 1797.
- Consuctus in praxi receptus et iure noviss. Boruss. Brandenb. confirmatus modus computandi in antichresi contra novissimas impugnationes Schmidii dicti Phiseldeck defensus. Trajecti Viadr., 1797.
- Nachricht von den Armenanstalten u. milden Stiftungen zu Frankfurt an d. Oder; z. Besten der Reimanischen Stiftung. Berlin 1798.
- Nachrichten vom Zustande. d. hies. luther. Waisenhauses am Ende des I. 1800 u. von den merkw. Schicksalen dieser Anstalt u. s. w. Frankfurt an der Oder 1800.
- Theoriam specialem iurium personarum et rei iudiciariae sistens. Bernuth, Berolini 1803.
- De vera servitutis usus notione. Apitz, Traiecti ad Viadrum 1803.
- Praecognita theoriam generalem et theoriam specialem iuris in personam exhibens. Bernuth, Berolini 1803.
- Principia juris Romani system. in usum praelectionum disposita. 1785. (3. Aufl. 1803)
- De iure rerum. Bernuth, Berolini 1803.
- Institutionen des in den preußischen Staaten geltenden Privatrechts: zum Gebrauch seiner Vorlesungen. Berlin 1804.
- Institutionen des gesammten Privatrechts, d. i. encyclopädisch historisch dogmatische Einleitung in das gemeine Privatrecht, sowohl welches in Deutschland als in den Prssl. Staaten gielt : nebst Versuch einer Litteratur des Prssl. gemeinen Privatrechts, zum Gebrauche seiner Vorlesungen. Breslau 1814.
- Miscellen aus allen Theilen der Rechtsgelahrtheit, mehrentheils durch Facultätsfälle veranlaßt, und mit Rücksicht auf neuere Gesetzgebungen ausgearbeitet. Breslau 1814.
- Institutionen des gesammten Privatrechts. 1815.
- Ludwig Gottfried Madihns Ankundigung des Supplements von 1816. 1816.
- Martin Lipenius; Ludwig Gottfried Madihn: Martini Lipenii Bibliotheca realis iuridica post Friderici Gottlieb Struvii et Gottlob August Ienichenii curas emendata, multis accessionibus aucta et locupletata. Suppl. 3. Auct.: Lud[ovicus] God[ofredus] Madihn. Ioannes Wendler, Leipzig 1816.
- Bibliotheca realis iuridica. Erschienen von 1816 bis 1830.
- Martinus Lipenius, Ludwig Gottfried Madihn, Friederich Gottlieb Struve, Gottlob August Jenichen: Martini Lipenii Bibliotheca realis ivridica. Post Friderici Gottlieb Strvvii et Gottlob Avgvsti Ienichenii cvras emendata, mvltis accessionibvs avcta et locvpletata adiecto etiam accvrato scriptorvm indice instrvcta. Martini Lipenii Bibliothecae realis ivridicae Svpplementa ac emendationes 4. Wendlerus u. a., Lipsiae u. a. 1823.
- Martini Lipenii bibliotheca realis iuridica supplementorum ac emendationum. Olms, Hildesheim 1971.
- Ladislao Reti, Ludwig Gottfried Madihn: Codex Madrid I, Codex Madrid II. Ebrisa, Barcelona 1998.
- Ludwig Gottfried Madihn, Johann Christoph von Woellner, Johann Christian Winter: Theoriam Specialem Ivris In Rem, Praeter Hereditatem, Sistens. Greifswald Universitätsbibliothek 2017.
- Ludwig Gottfried Madihn, Otto Karl Friedrich Voss, Johann Christian Winter: Theoriam Specialem Ivris In Personam Complexa. Universitätsbibliothek Greifswald, 2017.
- Ludwig Gottfried Madihn, Karl Abraham von Zedlitz: Theoriam De Ivre Hereditario Continens. Universitätsbibliothek Greifswald, 2017.
- Ludwig Gottfried Madihn, Typographeo Apitziano: Theoriam Specialem Ivrivm Personarvm Sistens. Universitätsbibliothek Greifswald, 2017.
- Ludwig Gottfried Madihn, Heinrich Julius von Goldbeck, Johann Christian Winter: Praecognita Et Theoriam Generalem Exhibens. Universitätsbibliothek, Greifswald 2017.
- Gelehrtengeschichte der Universität zu Frankfurt an der Oder. In: Beyträge zu der juristischen Litteratur. 3. Sammlung, Berlin 1779, S. 238.

Er soll auch die Nachrichten von den Frankfurter Rechtsgelehrten in Hymmens Beiträge zur juristischen Literatur in den preußischen Staaten verfertigt haben.